# Dendrobium erythraeum
Dendrobium erythraeum là một loài thực vật có hoa trong họ Lan. Loài này được Schuit. & de Vogel mô tả khoa học đầu tiên năm 2003.